# Тюлані Сереро
Тюлані Сереро (англ. Thulani Serero, нар. 11 квітня 1990, Йоганнесбург) — південноафриканський футболіст, півзахисник амстердамського «Аякса» і національної збірної ПАР.
Дворазовий чемпіон Нідерландів. Володар Суперкубка Нідерландів. 

## Клубна кар'єра
У дорослому футболі дебютував 2008 року виступами за команду клубу «Аякс» (Кейптаун), в якій провів три сезони, взявши участь у 63 матчах чемпіонату.  Більшість часу, проведеного у складі кейптаунського «Аякса», був основним гравцем команди.
До складу «материнської команди» кейптаунського клубу, амстердамського «Аякса» приєднався 2011 року. Відтоді встиг відіграти за команду з Амстердама 66 матчів в національному чемпіонаті.

## Виступи за збірні
2006 року дебютував у складі юнацької збірної ПАР, взяв участь у 15 іграх на юнацькому рівні. Протягом 2008–2009 років залучався до складу молодіжної збірної ПАР. На молодіжному рівні зіграв у 14 офіційних матчах, забив 1 гол.
2011 року дебютував в офіційних матчах у складі національної збірної ПАР. Наразі провів у формі головної команди країни 19 матчів, забивши 1 гол.
У складі збірної був учасником Кубка африканських націй 2013 року у ПАР.

## Титули і досягнення
- Чемпіон Нідерландів (3):

«Аякс»: 2011-12, 2012-13, 2013-14
- Володар Суперкубка Нідерландів (1):

«Аякс»: 2013
- Чемпіон ОАЕ (1):

«Аль-Джазіра»: 2020-21
- Володар Суперкубка ОАЕ (1):

«Аль-Джазіра»: 2021